# 迷人栉纹蛤
迷人栉纹蛤（学名：Ctena delicatula），又名海旭貝或海麻貝，是满月蛤科Ctena屬的一种。

## 分佈
本物種主要分佈於越南的慶和省和寧順省、中国大陆的浙江南麂、福建廈門和廣東大亞灣、台湾的綠島，常栖息在潮下带。